# Susanne Pilz

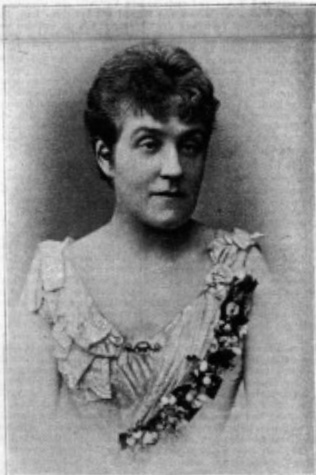
Susanne Pilz-Rée (Quelle: Österreichische Musik- und Theaterzeitung IV. Band, Nr. 2, Oktober 1891, S. 1)

Susanne Luise Emilie Pilz, verh. Rée, Rée-Pilz (* 19. Juli 1862 in Prag; † 22. Februar 1937 Wien) war eine österreichische Pianistin, Klavierlehrerin und Sängerin.

## Leben
Susanne Pilz war die Tochter der Sängerin Louise Bergauer und des Augenarztes Josef Pilz und erhielt ihren ersten Gesangsunterricht von ihrer Mutter. In den Prager Musikschulen von Henriette Höger und Johann Nepomuk Czabaun (Jan Čaboun, 1839–1902) erhielt sie Klavierunterricht sowie privat von Jan Ludevít Procházka (1837–1888).
Erste Auftritte sind ab 1878 in Prag nachweisbar. In den 1880ern siedelte die Familie nach Wien über, hier erhielt Susanne Pilz Klavierunterricht bei Louis (Lajos) Thern (1848–1920). Mit ihrem Klavierlehrer trat sie in Wien vierhändig auf – Louis Thern und sein Bruder Willy kultivierten das vierhändige Spiel auf zwei Klavieren als erste sehr erfolgreich. Dieses Konzertformat griff Louise Pilz später wieder mit ihrem Ehemann auf. 1887/88 tourte Susanne Pilz zusammen mit dem Österreichischen Damenquartett von Fanny und Marie Tschampa in Prag, Chemnitz, Jena und Düsseldorf. Ihr Repertoire umfasste Werke von Johann Sebastian Bach in den Bearbeitungen von Carl Tausig sowie Werke von Robert Schumann, Franz Liszt und Robert Fischhof.
1888 wirkte die Pianistin erstmals in einem Konzert von Louis Rée (1861–1939), ihrem späteren Ehemann, mit. Der schottische Pianist und Komponist hielt sich ab 1885 in Wien auf, um Unterricht bei Theodor Leschetizky (Klavier) und Robert Fuchs (Komposition) zu nehmen. In den folgenden Jahren tourte das Ehepaar als sehr erfolgreiches Duo mit einem breiten Repertoire auf zwei Klavieren in den Städten Stuttgart, Hamburg, Leipzig, Berlin, Prag und Dresden.
Bis etwa 1917 setzten Susanne und Louis Rée ihre Konzerttourneen fort. Von 1913 bis 1933 war Susanne Rée Klavier- und Gesangslehrerin am Neuen Wiener Konservatorium, dort unterrichtete auch ihr Mann ab 1914 Klavier und Komposition.